# Baltimore Police Department
Baltimore Police Department (förkortning: BPD) är den lokala polisen i staden Baltimore i den amerikanska delstaten Maryland.

## Bakgrund
Polisen i Baltimore bildades 1853 efter lagförslag i Marylands generalförsamling som undertecknades av Marylands guvernör. Under amerikanska inbördeskriget 1861 och ett år framåt tog USA:s armé över den lokala polisen för att provocera fram uppror från sydstatsanhängare, som kulminerade i Pratt Street-massakern 19 april 1861.
I august 2016 publicerade USA:s justitiedepartement under Obamaadministrationen en 160-sidig rapport som var kritisk mot Baltimore Police Department för användning olika diskriminerande polismetoder, särskilt mot afroamerikaner. En domare i en federal distriktsdomstol godkände en consent agreement som ingått mellan Obamaadministrationen och Baltimores borgmästare, trots att USA:s justitieminister Jeff Sessions i Trumpadministrationen var kritisk till rapporten.

## BPD i populärkultur
I poulärkulturen har Baltimore Police Department skildrats i TV-serierna Uppdrag: mord (engelska: Homicide: Life on the Street) från 1993-1999 samt The Wire 2002-2008.

## Se även

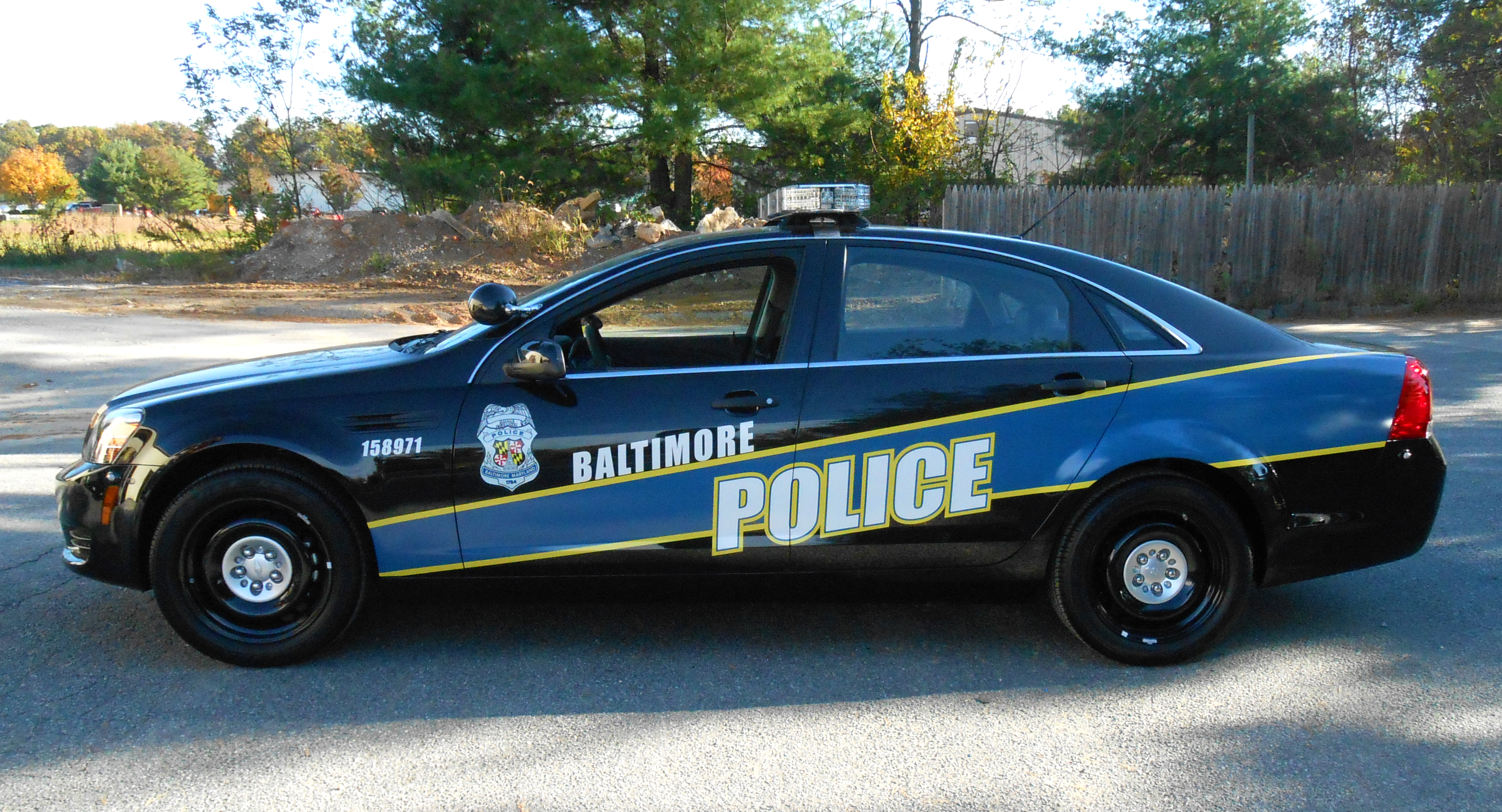
Polisbil av typ Chevrolet Caprice. Bild från 2014 i det då nya färgschemat för BPD.